# 조기젓

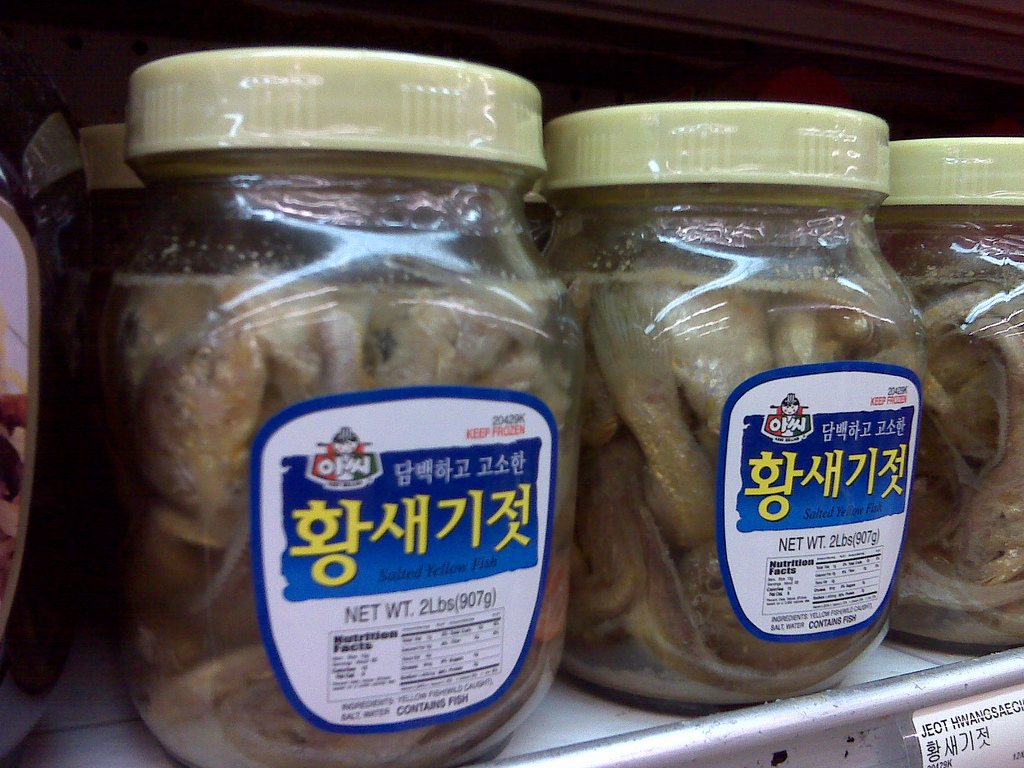

조기젓은 조기로 담근 젓갈이다. 5월 초순부터 6월 중순까지 담그며 10월부터 먹기 시작한다. 주로 김치를 담글 때 넣거나, 반찬으로 먹는다.
김장을 담글 때는 조기젓에서 생젓국을 쓰고, 나머지 살은 저며서 김치소를 넣을 때 사이사이에 끼운다. 반찬으로 먹을 때는 내장을 제거한 뒤, 조기살을 잘게 다져서 고춧가루, 파, 마늘, 참기름, 식초를 넣어 무친다. 조기젓을 담글 때 조기를 굵은 것으로 선택해야, 젓국이 많이 나서 좋다. 비늘을 긁지 않고 담그기도 하지만, 비늘을 손질하는 편이 먹을 때 좋다.

## 같이 보기
- 젓갈
- 새우젓
- 김치